# Geschiedenis van de Verenigde Staten (1789-1849)
De geschiedenis van de Verenigde Staten (1789-1849) stond in het teken van de groei van de VS als jonge natie en de expansie naar het westen toe: de bevolking groeide explosief, van 3,9 miljoen Amerikanen in 1790 naar 13 miljoen in 1830. Deze expansie ging ten koste van de indianenbevolking, die ten oosten van de Mississippi tussen 1820 en 1844 met driekwart afnam. Ook begon in deze periode het conflict over de slavernij de kop op te steken.

## Ontstaan van de Republiek

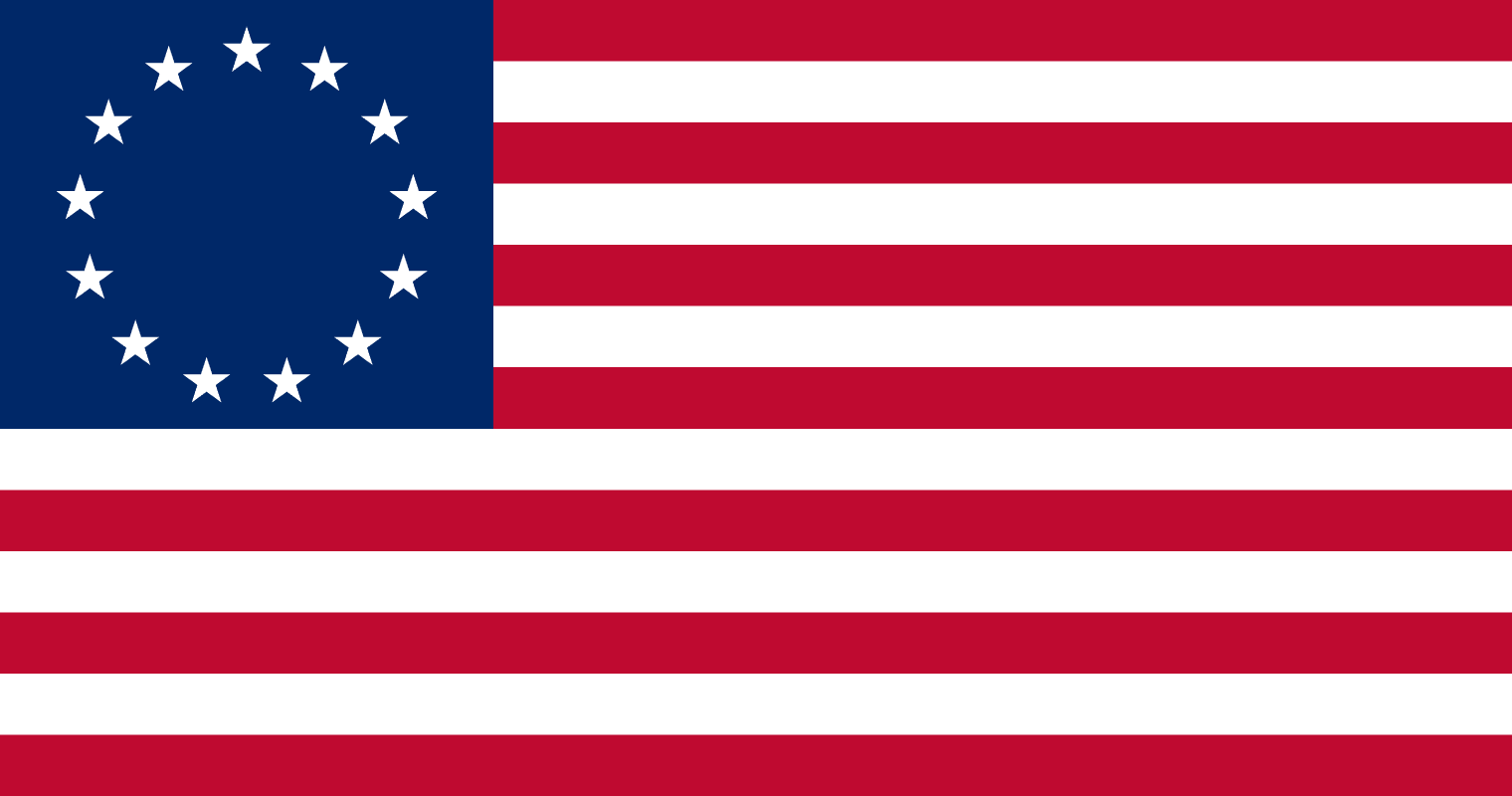
Vlag van de VS ten tijde van de aanname van de grondwet

Bij de onafhankelijkheid was de VS een verzameling van 13 staten (met als grondgebied dat van 14 huidige staten), waarvan de samenhang niet al te groot was. Een deel van de revolutionairen voelde er weinig voor om de Britse overheersing te vervangen door die van een centraal gezag van eigen bodem. De in 1787 aangenomen Grondwet van de Verenigde Staten en de eerste tien amendementen daarvan, de zogenaamde Bill of Rights, was echter voor velen een aanvaardbaar compromis. De in de grondwet opgenomen trias politica voorkwam dat één persoon of instantie de absolute macht zou vergaren. Hierbij werd een machtsdeling verankerd in drie gelijkwaardige instanties: de uitvoerende, de wetgevende en de rechtsprekende macht. Ook de ongelijkheid tussen kleine en grote staten werd opgelost door invoering van de bicamerale wetgevende vergadering in het US Congress. Hier werden de staten in het huis van Afgevaardigden vertegenwoordigd naargelang hun inwoneraantal en kreeg elke staat in de Senaat een vertegenwoordiging door twee senatoren, ongeacht bevolking.
Ondertussen hadden de Verenigde Staten de Amerikaanse dollar in 1792 al als nationale munteenheid aangenomen.

### Washington, Adams en de Federalisten

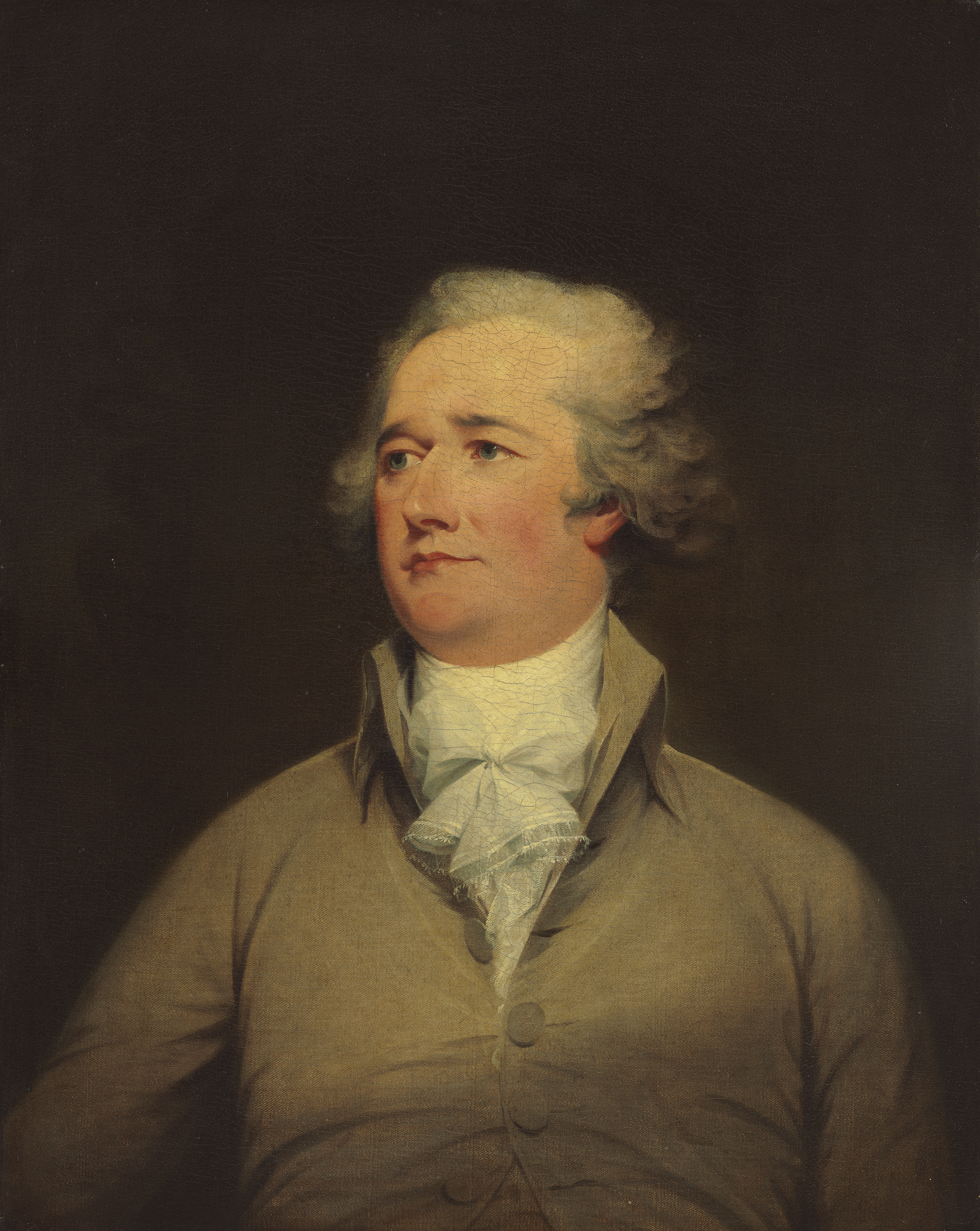
Alexander Hamilton, schilderij van John Trumbull

Op 4 maart 1789 kwam in New York het Congres voor het eerst bijeen en trad de grondwet officieel in werking en op 30 april werd George Washington ingezworen als eerste president van de Verenigde Staten. Zijn verkiezing, alsmede zijn herverkiezing in 1792, zijn tot nu toe de enige verkiezingen waarbij een president unaniem werd gekozen door het college van kiesmannen. Washington was zich zeer bewust van zijn rol in de jonge geschiedenis van de VS en het effect van zijn beslissingen voor latere presidenten. Zijn precedenten worden in grote mate nog steeds gevolgd. De grootste test voor de jonge natie was de Whiskey Rebellion in 1794. Belasting geheven op sommige alcoholische dranken moesten de kosten van de Revolutie dekken maar, vooral Schots-Ierse, boeren in Pennsylvania kwamen daartegen in opstand. Washington moest laten zien dat de federale overheid krachtdadig kon optreden en hij stuurde de militie om de opstand te onderdrukken. Enkele leiders van de opstand werden veroordeeld wegens landverraad maar werden door Washington gepardonneerd. In 1802 werd de belasting op whisky en andere dranken afgeschaft.
Hoewel Washington politieke partijen afwees, was zijn beleid meer in lijn met de Federalisten dan met de stroming van de Democratische Republikeinen, geleid door Thomas Jefferson. Washingtons minister van financiën, Alexander Hamilton leidde de Federalisten. Toen in 1796 Washington zich niet herkiesbaar stelde, ging de strijd tussen John Adams en Thomas Jefferson. De populariteit van de Federalisten was tanende maar Adams won toch de verkiezingen. Hoogoplopende spanningen tussen Groot-Brittannië en Frankrijk zorgde ook voor binnenlandse spanningen tussen sympathisanten van de Fransen en de meer op Engeland gerichte Federalisten. Hoewel Adams' populariteit steeg toen er oorlog dreigde met Frankrijk waren het de Federalisten die vervolgens de verkiezingen van 1800 verloren.

### Het Huis kiest de president

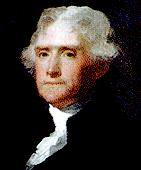
Thomas Jefferson

De oorspronkelijke tekst in de grondwet die de presidentsverkiezingen regelde, stipuleerde dat kiesmannen alleen voor een president zouden kiezen waarbij de kandidaat die de op een na meeste stemmen kreeg, vicepresident zou worden. Mede hierdoor eindigde de verkiezingen van 1800 met twee kandidaten, Jefferson en Aaron Burr, de Democratisch-Republikeinse kandidaten voor president en vicepresident, met een gelijk aantal stemmen. Volgens de grondwet kiest het Huis van Afgevaardigden dan de president en zo ging deze onbesliste strijd naar het Congres. Het Huis was nog grotendeels Federalistisch gezind en er volgde een lange fase van touwtrekken. Uiteindelijk zorgde Hamilton met zijn steun voor Jefferson dat die tot president zou worden gekozen. Mede door deze crisis werd later de grondwet aangepast tot het huidige systeem van één stem voor president en een voor vicepresident. De rivaliteit die hierdoor ontstond tussen Hamilton en Burr zou in 1804 leiden tot een duel tussen beiden waarbij Burr het dodelijke schot zou lossen.

## Jefferson en de expansie naar het Westen

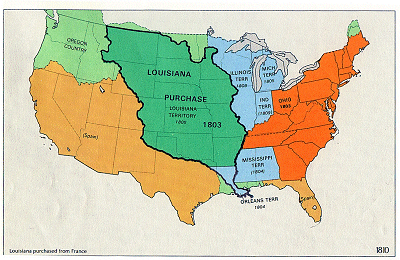
Territoriale groei van de VS; situatie 1810
Louisiana Purchase
Verenigde Staten anno 1810
Gebieden die nog te klein zijn om als staat toe te treden
Gebied geclaimd door de Verenigde Staten
Gebieden in Spaanse handen

Jefferson had de steun van grote delen van de bevolking en hij was het symbool voor het Amerikaanse Idealisme. Als leider van de Democratische Republikeinen gaf hij zijn naam aan de stroming van de Jeffersonians en zijn partij wordt wel gezien als de voorloper van wat later de Democratische Partij zou worden.
Jefferson geloofde dat uitbreiding naar het westen toe belangrijk was voor de ontwikkeling van de Verenigde Staten. Hij stuurde gezanten naar Parijs om te onderhandelen over de aankoop van de stad New Orleans, een belangrijke stad aan de monding van de Mississippi. De onderhandelingen mislukten aanvankelijk en Jefferson stuurde de latere president James Monroe naar Parijs om de onderhandelingen vlot te trekken. Uiteindelijk verbaasde Napoleon de Amerikaanse delegatie door het gehele gebied Louisiana te koop aan te bieden. Frankrijk probeerde zo te voorkomen dat dat goeddeels nog onverkende gebied in Britse handen zou vallen en een sterkere VS zouden tegenwicht bieden tegen het Britse kolonialisme in Noord-Amerika. Hoewel zij geen instructies hadden om hierover te beslissen, zagen zij het belang van het aanbod in en gingen de onderhandelaars van Jefferson akkoord met de Louisiana Purchase. De prijs; $15 miljoen oftewel $7 per km². In 1803 overhandigde Frankrijk Louisiana aan de VS, een gebied dat grote delen van het midden van het Noord-Amerikaanse continent besloeg. De VS werden daarmee meer dan twee keer zo groot.

### Lewis en Clark

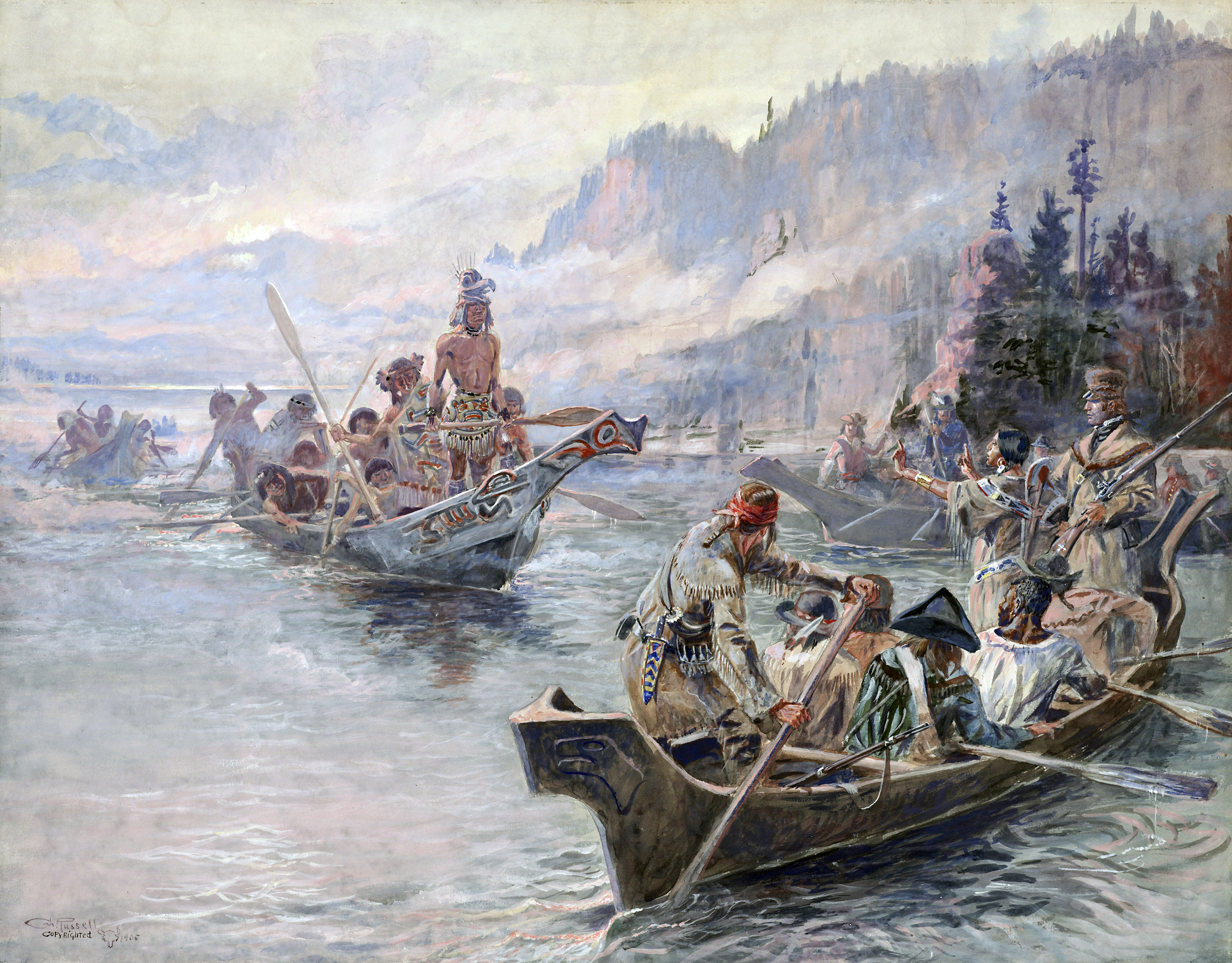
Lewis en Clark op de Columbia River

Om het nieuw herwonnen gebied te verkennen en in kaart te brengen werd een expeditie onder leiding van Meriwether Lewis en William Clark uitgerust. In totaal 33 man begonnen in St. Charles, Missouri aan een tocht die ruim twee jaar zou duren en tot aan de westkust zou reiken. De succesvolle expeditie, slechts één lid overleed onderweg, legde de grondslag voor de enorme expansie naar het westen van de latere 19e eeuw.
De nieuw herwonnen gebieden alsook het territorium dat de VS na de Vrede van Parijs had verkregen, met de Northwest Ordinance, werden langzaam maar zeker verkend door pioniers en er werden nederzettingen gevestigd. In respectievelijk 1792 en 1796 werden Kentucky en Tennessee opgenomen in de Unie en in de eerste jaren van de 19e eeuw kwamen daar diverse staten bij.
In de buitenlandse politiek probeerde Jefferson de VS neutraal te houden tijdens de vele conflicten tussen Groot-Brittannië en Frankrijk. Hij tekende de wet die handel met beide landen verbood. Een van de redenen hiervoor was om de Britten te dwingen om te stoppen met het hinderen van het handelsverkeer voor de Amerikaanse oostkust. Het idee hierachter was dat de Engelsen afhankelijk waren van voedselimport vanuit de VS. Het resultaat was echter een ernstige neergang van de Amerikaanse landbouwsector terwijl Engeland andere importbronnen voor voedsel vond.

### Indian Removal
Eén reden voor de aankoop was de zogenoemde Indian Removal: het verdrijven van indianen naar het aangeworven land, om hen te 'civiliseren' door ze aan landbouw en handel te laten deelnemen en daarmee in de Amerikaanse economie te integreren. De indianen vormden 8/9 van de bevolking ten westen van de Appalachen. Pogingen om hen af te kopen leidden tot verzet van indianen die niet van zins waren hun traditionele levensstijl op te geven, te buigen voor het Amerikaanse kapitalisme en hun eigen land van blanken te kopen.
In 1813 kwam het tot een uitbarsting toen georganiseerde indianen, de Red Sticks, Fort Mims aanvielen en 250 slachtoffers maakten. Amerikaanse troepen onder leiding van de latere president Andrew Jackson reageerden moeizaam: ondanks Jacksons belofte van vrije plundering stak muiterij meer dan eens de kop op. Pas in 1814 werden de opstandige indianen onderworpen in de Slag bij Horseshoe Bend, waar een leger van 1000 Creek gedecimeerd werd. Deze overwinning was vooral te danken aan geallieerde Cherokee. Na de overwinning begonnen Jackson en zijn vrienden de beste grond van de Creek, inclusief dat van Creek die aan hen gelieerd waren geweest, onderling te verdelen. De Creek, aldus Jackson, "vroegen om een afranseling". Het verdrag van 1814 dat de overwinning bezegelde, verdeelde het overige land van de indianen onder hen, en maakte een einde aan hun eeuwenoude traditie van gemeenschapsbezit.

## Aanloop tot oorlog
De handelsoorlog tussen Frankrijk (het Continentaal stelsel) en het Verenigd Koninkrijk (Orders in Council (1807) tijdens Napoleontische oorlogen en de twist over het burgerschap van zeelui, volgens de Britten was het geboorteland bepalend, volgens de Amerikanen het land van keuze, lag aan de basis van het conflict.  Meerdere malen werden schepen die onder Amerikaanse vlag voeren onderschept door de Royal Navy, die onder andere op zoek waren naar deserterende Britse onderdanen en ook om de handelsblokkade tegen Frankrijk kracht bij te zetten. Het Chesapeake–Leopard incident in 1807 was de druppel die de emmer deed overlopen. De USS Chesapeake werd aangevallen en drie Amerikanen sneuvelden en meerdere personen werden door de Britten gevangengenomen. Na het falen van de economische tegenmaatregelen van Jefferson, de Embargo Act, nam de roep om oorlog toe. Behalve de vernederingen van de vlag op zee waren ook de nog steeds aanwezige Britse troepen in Amerika een doorn in het oog van veel Amerikanen, alsmede de Britse steun voor opstandige indianenstammen die westerse pioniers en hun nederzettingen regelmatig aanvielen. Ook werd een oorlog gezien als een mogelijkheid om alsnog Canada in te nemen. In 1810 werden veel oorlogshaviken in het Congress gekozen. Op 1 juni 1812 zag de twee jaar eerder gekozen president James Madison zich genoodzaakt om een oorlogsverklaring aan het Congres te vragen en op 18 juni hadden beide kamers van de volksvertegenwoordiging hiermee ingestemd.

### Oorlog van 1812
De eerste gevechten waren in Michigan waar Britse troepen vanuit Canada binnenvielen. Tot driemaal toe probeerden Amerikaanse troepen Canada binnen te vallen maar alle pogingen hiertoe strandden uiteindelijk. Het gebied rondom Detroit en de Grote Meren was een hevig strijdtoneel en in 1813 staken Amerikaanse troepen York, het latere Toronto, in brand. Hoewel de gevechten te land veelal in Brits voordeel werden beslist, was de Amerikaanse marine verrassend goed opgewassen tegen de Britse en waren de Amerikanen op de Grote Meren superieur.

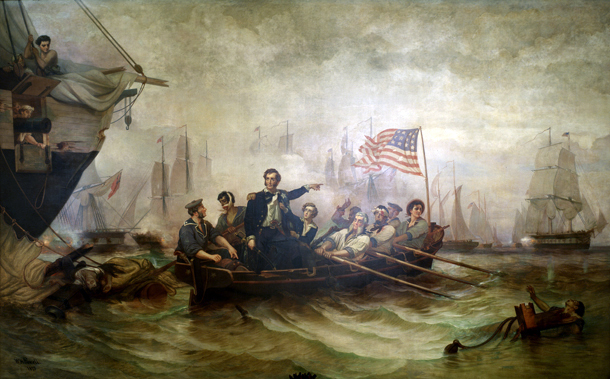
Battle of Lake Erie Schilderij van W. H. Powell

De Britten vielen verder zuidwaarts ook aan en in de zomer van 1814 vielen zij Washington D.C., de Federale hoofdstad, aan en staken onder meer het Witte Huis en het Capitool in brand. President Madison ontvluchtte de regeringszetel. Het Britse bombardement op Baltimore had echter weinig effect en de Britse opmars werd gestuit. Op 24 december 1814 werd in Gent een verdrag getekend dat vrijwel de status-quo van vóór de oorlog herstelde. Na het tekenen van de vrede, maar voordat dit bekend was in Noord-Amerika, boekte Generaal Andrew Jackson een onverwachte en briljante overwinning op de Britten in New Orleans. Jackson werd hierdoor een oorlogsheld, hetgeen hem later tot president zou brengen. De meeste Amerikaanse doelstellingen voor de oorlog werden niet gehaald maar evenmin was het land vernederd door de wereldmacht Groot-Brittannië. De oorlog was voor de Britten niet meer dan een afleiding van het grotere conflict tegen Napoleons Frankrijk maar voor de Amerikanen was het een bevestiging van hun onafhankelijkheid.

## Oorlog met de Seminole
De expansie naar het westen ging voort, tot blanke nederzettingen de grens met Spaans Florida bereikten. Dit gebied werd bewoond door de Seminole-indianen. Hun bevolkingssamenstelling was gemêleerd: tussen hen woonden gevluchte Red Sticks, en weggelopen of door de Seminole gekochte zwarte slaven. De omgang met slaven was evenwel anders dan in de VS: slaven woonden in eigen dorpen, hun kinderen werden doorgaans vrijgelaten en huwelijken tussen zwarten en indianen kwamen zo veelvuldig voor dat gemengde dorpen ontstonden.
Deze situatie leidde tot grote angst bij de blanke slavendrijvers: hun slaven zouden geïnspireerd kunnen raken door de relatieve vrijheid die de Seminole in de praktijk brachten. Onder het voorwendsel van zelfverdediging tegen de Seminole begon Jackson in 1818 een militaire campagne door Florida, die vooral tegen de Spanjaarden gericht was. Een jaar later werd Florida van Spanje gekocht.

## Era of good feeling, ofwel: het tijdperk van welbevinding
Na de oorlogen kwamen de binnenlandse facties nader tot elkaar. In 1820 werd Madisons opvolger James Monroe zonder veel tegenstand gekozen tot president. Dit tijdperk zou bekend worden als de Era of good feeling en de VS kenden een periode van eenheid zoals die niet meer tot na de Burgeroorlog zou heersen. De Democratische-Republikeinen namen veel van de principes van de tanende Federalisten over en de laatste zouden snel hierna verdwijnen als serieuze politieke stroming. De VS trokken zich terug uit de wereldpolitiek en isolationisme won terrein. In 1823 riepen de VS de Monroedoctrine uit wat inhield dat de VS alle Europese inmengingen in het westelijke halfrond afwezen en als vijandig jegens de VS zouden beschouwen en de VS hielden zich eveneens buiten Europese zaken.
Na Monroe's presidentschap volgde dat van de zoon van John Adams, John Quincy Adams die de verkiezingen van 1824 won nadat het Huis van Afgevaardigden voor de tweede maal de president koos omdat geen der kandidaten een meerderheid in het College van Kiesmannen had gewonnen. Gedurende J. Q. Adams' presidentschap factionaliseerde de Amerikaanse politiek. De Federalisten waren voorgoed verdwenen als politieke stroming en in hun plaats kwamen de Whigs die vooral in New England sterk vertegenwoordigd waren. De partij van Jefferson, de Democratisch-Republikeinen werd de Democratische partij met de populaire Andrew Jackson, held van de Oorlog van 1812, als leider. De verkiezingen van 1828 werden door Jackson gewonnen.

## Jacksonian Era
Andrew Jackson was meerdere malen verwikkeld in persoonlijke duels en stond niet bekend als een elitair, maar als een man van het volk. Agrariërs uit het westen, alsmede arbeiders en kleinhandelaren uit het oosten waren de basis van Jacksons macht. Wat aanzienlijk bijdroeg aan zijn verkiezingsoverwinning, was het steeds meer in zwang rakende algemene kiesrecht voor mannen. In dit opzicht was de democratie in de VS veel democratieën in Europa ver vooruit.
Een van de problemen die Jackson het hoofd moest bieden was de verscherpte strijd tussen States Rights-activisten en voorstanders van een sterke Federale overheid. Vooral in het zuiden waren de voorvechters van de rechten van individuele staten invloedrijk. In antwoord op Tariffs die op sommige handelswaren werden geheven, beriep South Carolina zich op Nullification, het recht van een staat om wetten niet te handhaven als die het staatsbelang niet dienden. South Carolina verklaarde de Tariff Acts van 1828 en 1832 nietig binnen hun eigen grenzen. Jackson stuurde gewapende eenheden om de federale wetten te handhaven terwijl South Carolina dreigde zich af te zullen scheiden van de Unie. Uiteindelijk bond de staat in na een compromisvoorstel van de invloedrijke senator Henry Clay, een Whig Party. De heffingen werden in stappen verlaagd, maar niet opgeheven.

### Bankstrijd
In de beginjaren van de republiek hadden de VS geen centrale bank zoals de huidige Federal Reserve System. In 1791 werd wel de First Bank of The United States opgericht maar de bank werd na afloop van een 20-jarig mandaat niet hernieuwd. In 1816 werd opnieuw een bank opgericht met als doel om de munt te reguleren en de handel te bevorderen. Inflatie was in deze periode een groot probleem. Deze Second Bank of the United States had eveneens een 20-jarig mandaat.
Veel, vooral westelijk gelegen, staten en minder welvarende burgers waren tegen de bank omdat zij hierin een voordeel voor groothandelaren en corporaties in zagen. President Jackson was fel tegen hernieuwing van het mandaat en hij sprak een veto uit over een daarvoor bedoeld wetsvoorstel. De verkiezingsstrijd in 1832 draaide vervolgens in belangrijke mate rond de Bankkwestie. Een grote overwinning van Jackson gaf de doodsteek aan de bank en Jackson zag die als een duidelijk mandaat voor zijn beleid.
Kort na afloop van Jacksons tweede termijn brak er een economische crisis uit, de Panic of 1837.

## Westelijke uitbreiding

### Manifest Destiny, Oregon Trail en de indianenkwestie

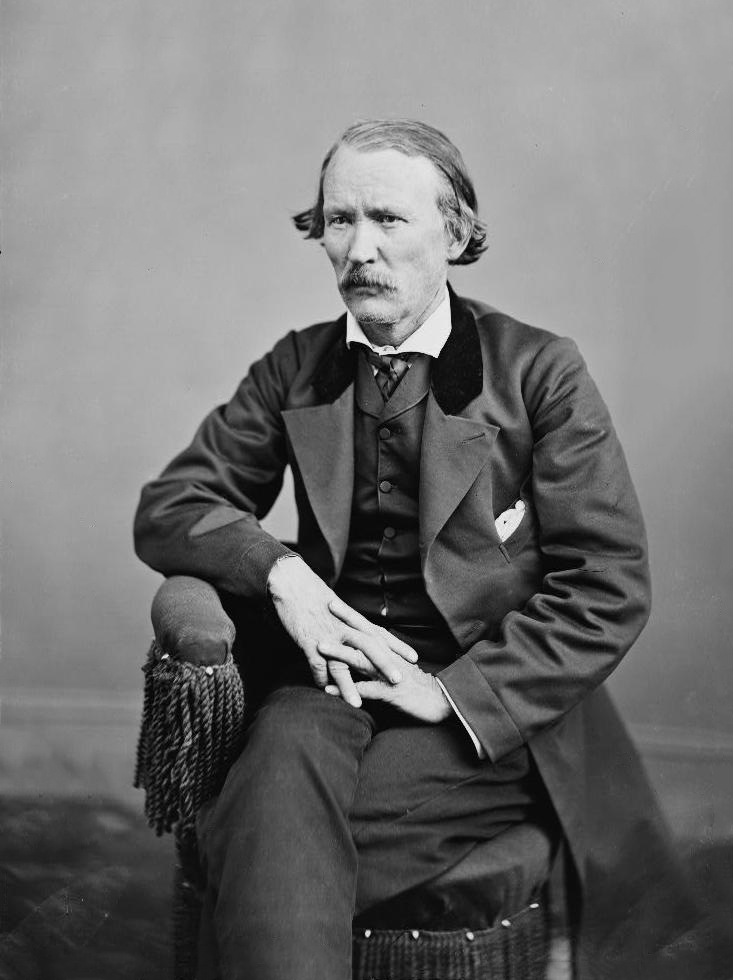
Kit Carson, Mountain man

De trek naar het westen, de gebieden verkregen tijdens de Louisiana Purchase verliep in beginsel vrij langzaam voorbij de Mississippi. De prairies waren in de jaren voor de Burgeroorlog dunbevolkt en er waren eerst slechts enkele conflicten met indianenstammen die hun land bedreigd zagen door blanke kolonisten. Zogenaamde Mountain men verkenden de westelijke territoria en handelden met de oorspronkelijke bewoners of jaagden op bevers voor hun gewilde vacht. Vooral tussen de jaren 1810 en de jaren 1840 drongen zij door tot in de Rocky Mountains. Beroemde namen die anno 21e eeuw nog in legendes voortleven zijn James Beckwourth, Jim Bridger, John C. Fremont en Kit Carson.

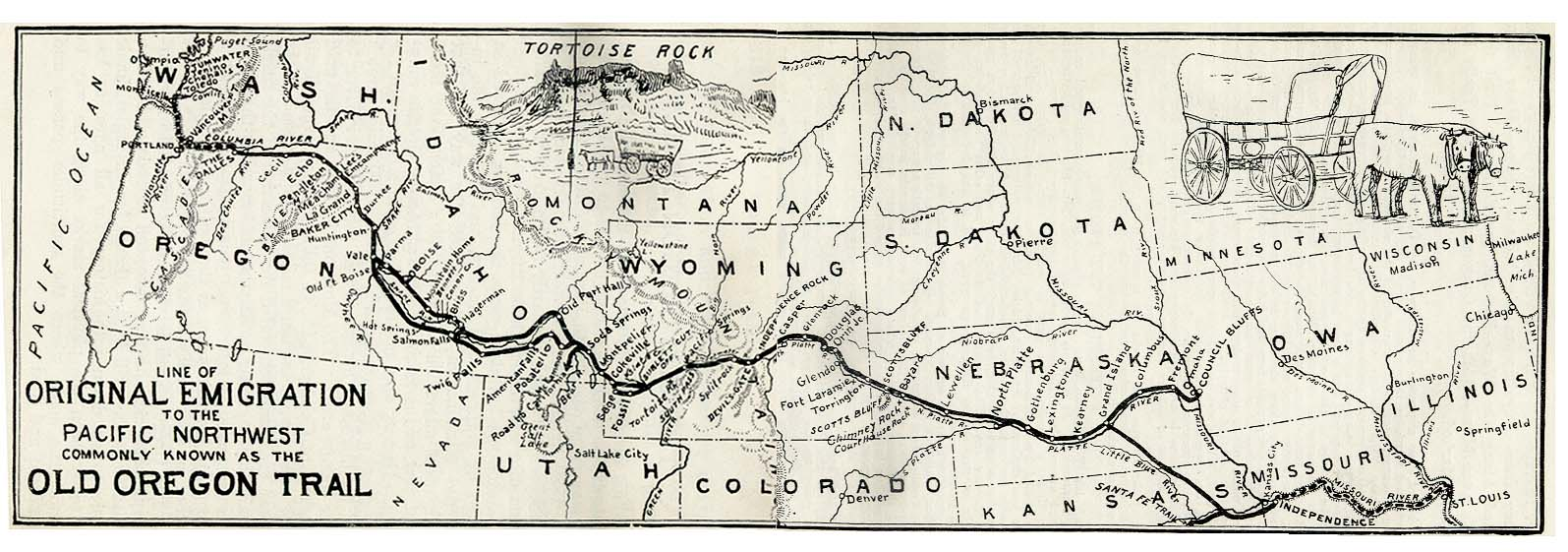
Map van de Oregon Trail uit 1907

In 1830 werd de Indian Removal Act door het Congres aangenomen die het mogelijk maakte om, zo nodig met geweld, indianenstammen uit de oostelijke staten naar het westen te verplaatsen. De Federale overheid sloot verdragen met veel stammen waarbij de indianen land afstonden aan de VS. Niet alle stammen wilde zich echter laten verplaatsen naar de in 1834 gestichte Indian Territory, het moderne Oklahoma. De Choctaw werden in 1833 naar het westen gedwongen en in 1838 werden enkele duizenden Cherokee-indianen geforceerd vanuit het oosten naar het huidige Oklahoma te marcheren. Deze tocht, die op veel verzet stuitte, werd bekend als de Trail of Tears en velen overleden onderweg door ziekten of uitputting. De ziektes waar de oorspronkelijke bewoners geen weerstand tegen hadden, werden velen fataal.
In 1843 vond de eerste trek vanuit Independence (Missouri) plaats richting de westkust, naar het Oregonterritorium. In de jaren hierna zouden nog vele duizenden pioniers per jaar deze Oregon Trail volgen op zoek naar een beter leven. Soms werden deze karavanen van pioniers met hun karakteristieke Conestoga Wagon-huifkarren aangevallen door indianen en het leger werd ingezet om de blanke kolonisten te beschermen.
De zich uitbreidende telegraafverbindingen naar het westen vormden een belangrijke link met het dichtbevolkte oosten van het land.

### Texas en conflict met Mexico
Langzaamaan begon de trek naar het westen door blanke pioniers echter reeds op gang te komen. Amerika zag het in deze periode als hun manifest destiny, om het gehele, meest dunbevolkte, continent van Noord-Amerika te omspannen van de Atlantische kust tot de westkust aan de Grote Oceaan. Vele honderden pioniers vestigden zich bijvoorbeeld in het huidige Texas dat toen een onderdeel was van het in 1821 van Spanje onafhankelijk geworden Mexico. Amerikanen vormden al gauw een overgrote meerderheid in Texas en de Mexicaanse dictator Santa Ana probeerde de kolonisten in Texas te ontwapenen wat in 1835 leidde tot een gewapend conflict tussen de Texanen en Mexico. In het daaropvolgende jaar riep de Republiek Texas haar onafhankelijkheid uit en vond de beroemde slag om de Alamo plaats, waar enkele tientallen Texanen, waaronder de volkshelden Davy Crockett en Jim Bowie, een Mexicaanse overmacht lange tijd wisten af te weren vooraleer alle verdedigers van de Alamo werden gedood.

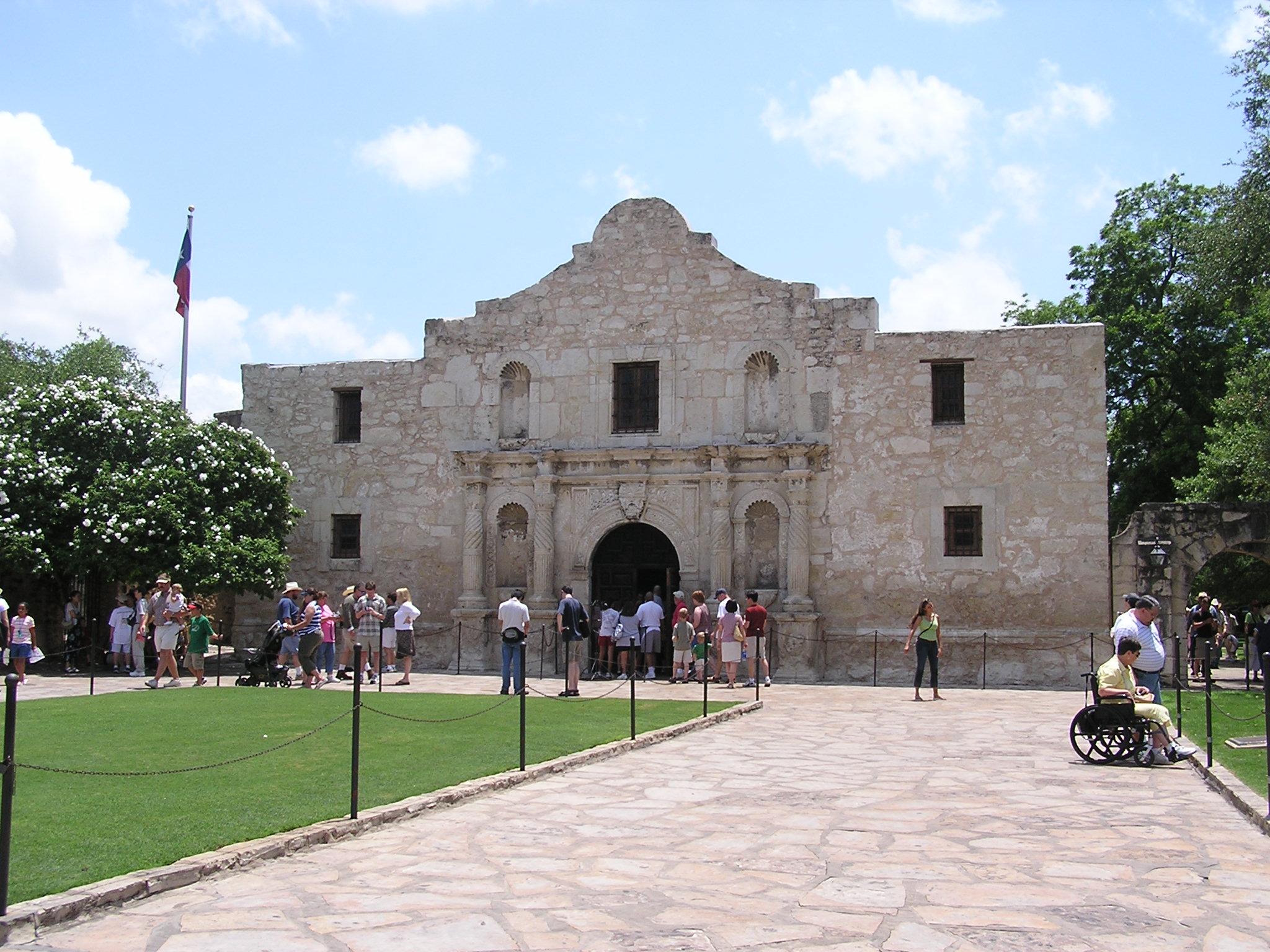
De missiepost nabij The Alamo. Deze missie is niet de plaats van de veldslag zelf.

De Texanen vroegen reeds in 1836 om annexatie door de VS, maar het Congres weigerde Texas op te nemen in de Unie onder druk van tegenstanders van de slavernij. Laatstgenoemden wilden niet dat een nieuwe slavenstaat de balans in de Senaat zou beïnvloeden. President John Tyler wist echter de annexatie wel door het Congres te loodsen en in 1845 werd Texas opgenomen in de Unie. Tylers opvolger James Knox Polk stuurde een delegatie naar Mexico-Stad om te onderhandelen over een koopprijs voor Californië en een compensatie aan te bieden voor het verlies van Texas. Mexico weigerde echter en oorlog dreigde. Rond deze periode sloot Polk ook een verdrag met Groot-Brittannië die de grens met de Britse bezittingen in het latere Canada regelde. Voor het overgrote deel loopt deze grens langs de 49e breedtegraad.
Na de annexatie van Texas erfde de V.S. het grensconflict dat Texas had met Mexico. Nadat er een schermutseling plaatsvond op gebied dat zowel door de V.S. als Mexico werd opgeëist, brak de Mexicaans-Amerikaanse Oorlog uit in 1846. Beide partijen leden zware verliezen, maar toch wisten de Amerikanen vrij eenvoudig te winnen. In de herfst van 1847 werd Mexico-Stad zelfs ingenomen. De latere Amerikaanse president Zachary Taylor werd in deze oorlog een ware held, wat hem in navolging van eerdere generaals als Jackson naar het Witte Huis zou brengen. Bij de vrede van Guadalupe Hidalgo van 1848 raakte Mexico het noordelijke kwart van zijn grondgebied aan de Verenigde Staten kwijt. Hieruit werd onder andere de staat Californië gevormd alsmede territoria die later New Mexico, Arizona en Nevada zouden worden.

### Goudkoorts
Kort nadat de gevechten gestaakt werden, werd in Californië goud gevonden, wat tot een goudkoorts leidde. Er ontstond een ware volksverhuizing naar het westen en steden groeiden soms letterlijk overnacht op uit het niets. Vele goudzoekers kwamen in San Francisco terecht, de zogenaamde "49ers". Aan het einde van 1849 waren er zo'n 80.000 goudzoekers in Californië, een verdrievoudiging van het inwonersaantal binnen één jaar.

### Mormonen
De trek naar het westen was nu niet meer te stuiten. De Mormonen probeerden zich onder leiding van Joseph Smith in 1838 in Missouri en Illinois te vestigen, maar werden daar al gauw vervolgd voor hun ideeën. In 1844 werden Smith en zijn broer vermoord en de nieuwe leider Brigham Young leidde zijn volk in 1846 via de Mormon Trail westwaarts, eerst naar Nebraska, waar een legereenheid werd gevormd om aan de oorlog tegen Mexico deel te nemen; later trokken de Mormonen verder naar wat nu Utah is. Op 23 juli 1847 vestigden zij zich nabij het Great Salt Lake en stichtten Salt Lake City.

## Jacksons' opvolgers
Jacksons' tweede vicepresident en een van de belangrijkste organisatieleiders van de Jacksonian Democratic Party, Martin Van Buren, volgde hem op. Van Buren werd bij de volgende verkiezingen verslagen door William Henry Harrison. Harrison stierf slechts 30 dagen na zijn ambtsperiode en zijn vicepresident John Tyler werd de nieuwe president. Tyler werd toen opgevolgd door James K. Polk, een Jacksoniaan, die de verkiezing van 1844 won met de goedkeuring van Jackson.
De isolationistische tendensen van de VS zorgden er zo voor dat zij zich geheel op de kolonisatie van het continent konden richten. Hoewel geen wereldmacht van politieke betekenis, werden de VS wel een magneet voor immigranten vanuit de hele wereld die in de jonge natie hun geluk beproefden. Vooral na de Burgeroorlog die in 1861 zou uitbreken kwam deze golf op gang.